# Boiry-Sainte-Rictrude

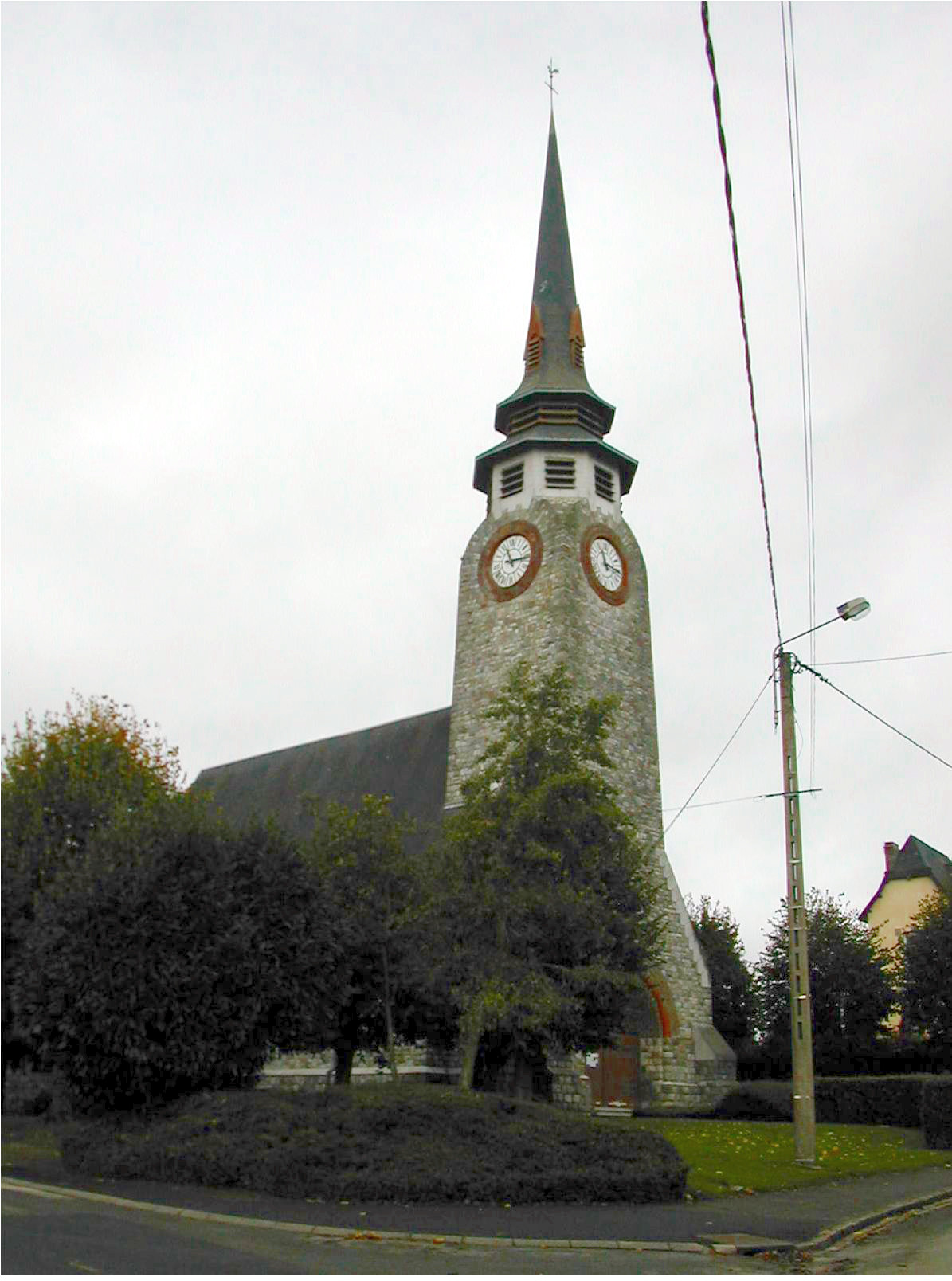
Kerk

Boiry-Sainte-Rictrude is een gemeente in het Franse departement Pas-de-Calais (regio Hauts-de-France) en telt 411 inwoners (1999). De plaats maakt deel uit van het arrondissement Arras.

## Geografie
De oppervlakte van Boiry-Sainte-Rictrude bedraagt 5,8 km², de bevolkingsdichtheid is 70,9 inwoners per km².
De onderstaande kaart toont de ligging van Boiry-Sainte-Rictrude met de belangrijkste infrastructuur en aangrenzende gemeenten.

## Demografie
Onderstaande figuur toont het verloop van het inwonertal (bron: INSEE-tellingen).